# 弥永明郎
弥永 明郎（やなが あきお）は、千葉県船橋市出身のトラックマン。AB型、水瓶座、身長185cm。
ダービーニュースを皮切りに、ホースニュース・馬を経て、現在はデイリースポーツ馬三郎の美浦取材班として活躍。グリーンチャンネルの中央競馬中継(パドック解説担当)やトラックマンTV、MONDO TVの最強馬券師決定戦!競馬バトルロイヤルシリーズにも出演中

ホースニュース・馬時代には、吉岡司の代理で中央競馬ワイド中継に出演したことがある。